# Карасимово
Карасимово (баш. Ҡарасим) — деревня в Мишкинском районе Республики Башкортостан Российской Федерации. Входит в состав Большешадинского сельсовета. 

## География

### Географическое положение
Расстояние до:
- районного центра (Мишкино): 15 км,
- центра сельсовета (Большие Шады): 7 км,
- ближайшей ж/д станции (Загородная): 133 км.

## История
В «Списке населенных мест по сведениям 1870 года», изданном в 1877 году, населённый пункт упомянут как деревня Карачимова (Малые Шады) 5-го стана Бирского уезда Уфимской губернии. Располагалась при речке Малом Иняке, по левую сторону Сибирского почтового тракта из Уфы, в 36 верстах от уездного города Бирска и в 14 верстах от становой квартиры в деревне Суслова. В деревне, в 80 дворах жили 204 человека (111 мужчин и 93 женщины, мещеряки, тептяри), была водяная мельница. Жители занимались земледелием, скотоводством.
В 1992—2008 гг. деревня входила в состав Иштыбаевского сельсовета.

## Население
| 2002 | 2009 | 2010 |
| ---- | ---- | ---- |
| 142  | ↘121 | ↘115 |

Национальный состав
Согласно переписи 2002 года, преобладающая национальность — татары (89 %).

## Инфраструктура
Личное подсобное хозяйство с зоной сельскохозяйственного использования, индивидуальная застройка усадебного типа. На 1920 год в деревне Карасимова   93 двора и 210/231 жителей - башкиры; на 1926г - 72 двора.
Основа экономики — сельское хозяйство.
По подворной переписи крестьянских хозяйств Бирского уезда 1914 года.
Карасимова: Иштыбаевское сельское общество, башкиры, коренные собственники, 77 дворов с населением 239/200 мужчин и женщин.
Обеспечение наличной и купчей землёю по хозяйствам без аренды:
хозяйств без земли - 1 ; до 3 десятин -1 ; от 3 до 5 десятин - 0 ; 5-10 десятин -26 ; 10-15 десятин -26; 15-20 десятин -15; 20-30 десятин -8; 30-40 десятин -0; и свыше 40 десятин -0 хозяйств.
Распределение хозяйств по размерам землепользования, включая арендованную землю:
не пользующихся землёй -0 ; с землепользованием до 3 десятин -0 ; от 3 до 5 десятин -4 ; 5-10 десятин -28 ; 10-15 десятин -21; 15-20 десятин -15; 20-30 десятин -7; 30-40 десятин -1; и свыше 40 десятин -1 хозяйство.
Общее количество скота на всё селение: 833 голов.
Распределение наличных хозяйств по лошадям: безлошадных -4 ; с 1 рабочей лошадью - 17 ; с 2 рабочими - 29 ; с 3 рабочими - 10 ; 4 и более - 17 хозяйств.
Распределение наличных хозяйств по коровам: без коров - 10 ; с 1 коровой - 38 ; с 2 коровами -15 ; с 3 и более -14 хозяйств.
Распределение наличных хозяйств по скотине в целом: без всякого скота - 3 ; с одним мелким скотом - 1 ; с одним крупным скотом -3 ; с крупным и мелким скотом -70 хозяйств.
Пчеловодство: не занимались
Побочные промыслы: из 5 дворов 5 работников

## Транспорт
Деревня доступна автотранспортом. Остановка общественного транспорта «Карасимово». 